# Bohumil Kudrna
Bohumil Kudrna, född 15 mars 1920 i Brandlín, död 11 februari 1991 i Prag, var en  tjeckoslovakisk kanotist.
Kudrna blev olympisk guldmedaljör i C-2 1000 meter vid sommarspelen 1948 i London.